# معبد هورای
معبد هورای (به ژاپنی: 鳳来寺 Hōrai-ji)، یکی از معابد بودایی در ژاپن وابسته به شینگون است که در شینشیرو، آیچی در استان آیچی واقع شده است.